# Gare de La Mothe-Saint-Héray
Gare de La Mothe-Saint-Héray vasútállomás Franciaországban, Sainte-Eanne településen.

## Vasútvonalak
Az állomást az alábbi vasútvonalak érintik:
- Saint-Benoît-La Rochelle-Ville-vasútvonal

## Kapcsolódó állomások
A vasútállomáshoz az alábbi állomások vannak a legközelebb:
- Gare de Pamproux
- Gare de Saint-Maixent